# Figueiró dos Vinhos
Figueiró dos Vinhos (figɐi'ɾɔ duʃ 'viɲuʃ) è un comune portoghese di 7 352 abitanti situato nel distretto di Leiria.

## Società

### Evoluzione demografica
| Popolazione di Figueiró dos Vinhos (1801 – 2004) | Popolazione di Figueiró dos Vinhos (1801 – 2004) | Popolazione di Figueiró dos Vinhos (1801 – 2004) | Popolazione di Figueiró dos Vinhos (1801 – 2004) | Popolazione di Figueiró dos Vinhos (1801 – 2004) | Popolazione di Figueiró dos Vinhos (1801 – 2004) | Popolazione di Figueiró dos Vinhos (1801 – 2004) | Popolazione di Figueiró dos Vinhos (1801 – 2004) | Popolazione di Figueiró dos Vinhos (1801 – 2004) |
| ------------------------------------------------ | ------------------------------------------------ | ------------------------------------------------ | ------------------------------------------------ | ------------------------------------------------ | ------------------------------------------------ | ------------------------------------------------ | ------------------------------------------------ | ------------------------------------------------ |
| 1801                                             | 1849                                             | 1900                                             | 1930                                             | 1960                                             | 1981                                             | 1991                                             | 2001                                             | 2004                                             |
| 2430                                             | 5068                                             | 9702                                             | 10699                                            | 11545                                            | 8754                                             | 8012                                             | 7352                                             | 7080                                             |

2017 menos Milles.. so i diventatos cerinos

## Freguesias
- Aguda
- Arega
- Bairradas
- Campelo
- Figueiró dos Vinhos